# Aureate Gloom
Aureate Gloom è il tredicesimo album discografico in studio del gruppo musicale statunitense Of Montreal, pubblicato nel 2015.

## Tracce
1. Bassem Sabry – 4:45
2. Last Rites at the Jane Hotel – 5:02
3. Empyrean Abattoir – 4:32
4. Aluminum Crown – 3:34
5. Virgilian Lots – 3:21
6. Monolithic Egress – 5:23
7. Apollyon of Blue Room – 3:56
8. Estocadas – 4:20
9. Chthonian Dirge for Uruk the Other – 2:48
10. Like Ashoka's Inferno of Memory – 5:17

## Gruppo
- Kevin Barnes - voce, chitarra
- Clayton Rychlik - batteria, percussioni, clarinetto, vocals
- Jojo Glidewell - tastiere, sintetizzatore
- Bob Parins - basso, clarinetto
- Bennett Lewis - chitarra
- Kishi Bashi - violino, voce